# Miłość na żądanie
Miłość na żądanie (fr. Jeux d'enfants) – belgijsko-francuski melodramat z 2003 roku w reżyserii Yanna Samuella. Zdjęcia kręcono w Liège.

## Opis fabuły
Julien i Sophie od dzieciństwa grają w grę, która polega na tym, że przekazują sobie metalowe pudełko i rzucają sobie wyzwania. Każde wyzwanie jest coraz bardziej ryzykowne i bezczelne niż poprzednie. Oboje dorastają, a ich wyzwania stają się coraz bardziej skomplikowane. Zaczynają rozumieć, że to, co ich łączy, to nie tylko przyjaźń.

## Obsada
- Guillaume Canet jako Julien
- Marion Cotillard jako Sophie
- Gérard Watkins jako ojciec Juliena
- Gilles Lellouche jako Sergei Nimov Nimovitch
- Thibault Verhaeghe jako 8–letni Julien
- Joséphine Lebas-Joly jako 8–letnia Sophie
- Laëtizia Venezia Tarnowska jako Christelle
- Emmanuelle Grönvold jako matka Juliena

i inni